# Mladen Dabanovič
Mladen Dabanovič, slovenski nogometaš, * 13. september 1971, Maribor.
Od 1995 do 1999 je igral za NK Rudar Velenje.